# Alaa' Al-Shaqran
Alaa' Al-Shaqran (en árabe: علاء وليد بشير الشقران‎; Ar Ramtha, Jordania; 21 de abril de 1987) es un futbolista de Jordania que juega en la posición de centrocampista con el Shabab Al-Ordon Club de la Liga Premier de Jordania.

## Carrera

### Club
| Periodo   | Club                 |
| --------- | -------------------- |
| 2006–2009 | Al-Ramtha SC         |
| 2008–2009 | Al-Wahda Damasco     |
| 2009–2012 | Shabab Al-Ordon Club |
| 2012–2014 | Al-Ramtha SC         |
| 2014–2015 | Hajer Club           |
| 2015–2016 | Al-Ramtha SC         |
| 2016-2017 | Al-Hussein Irbid     |
| 2017-2018 | Al-Jazira Ammán      |
| 2018-2020 | Al-Salt SC           |
| 2021-     | Shabab Al-Ordon Club |

### Selección nacional
Jugó para Jordania en 20 ocasiones de 2008 a 2014, participó en el Campeonato de la WAFF 2008 y en la Copa Asiática 2011.

## Logros
- Copa de Jordania (1): 2017-18